# Testa di donna col volto chino
La Testa di donna col volto chino è un disegno di Andrea del Verrocchio, forse progettato per una Natività.

## Storia e descrizione
Il disegno è un frammento di un cartone e si presenta già bucherellato per lo spolvero, per cui si ritiene che il dipinto sia stato realizzato. È un disegno a carboncino e con rialzi di biacca, misura 40,8x32,7 cm e rappresenta un volto di donna a grandezza naturale. 
Il profilo puro, la ricca ed elaborata pettinatura, la fronte china, lo sguardo assorto, il velo leggero annodato tra i capelli e svolazzante dietro la spalla fanno pensare al volto di Maria per una Natività che non conosciamo.

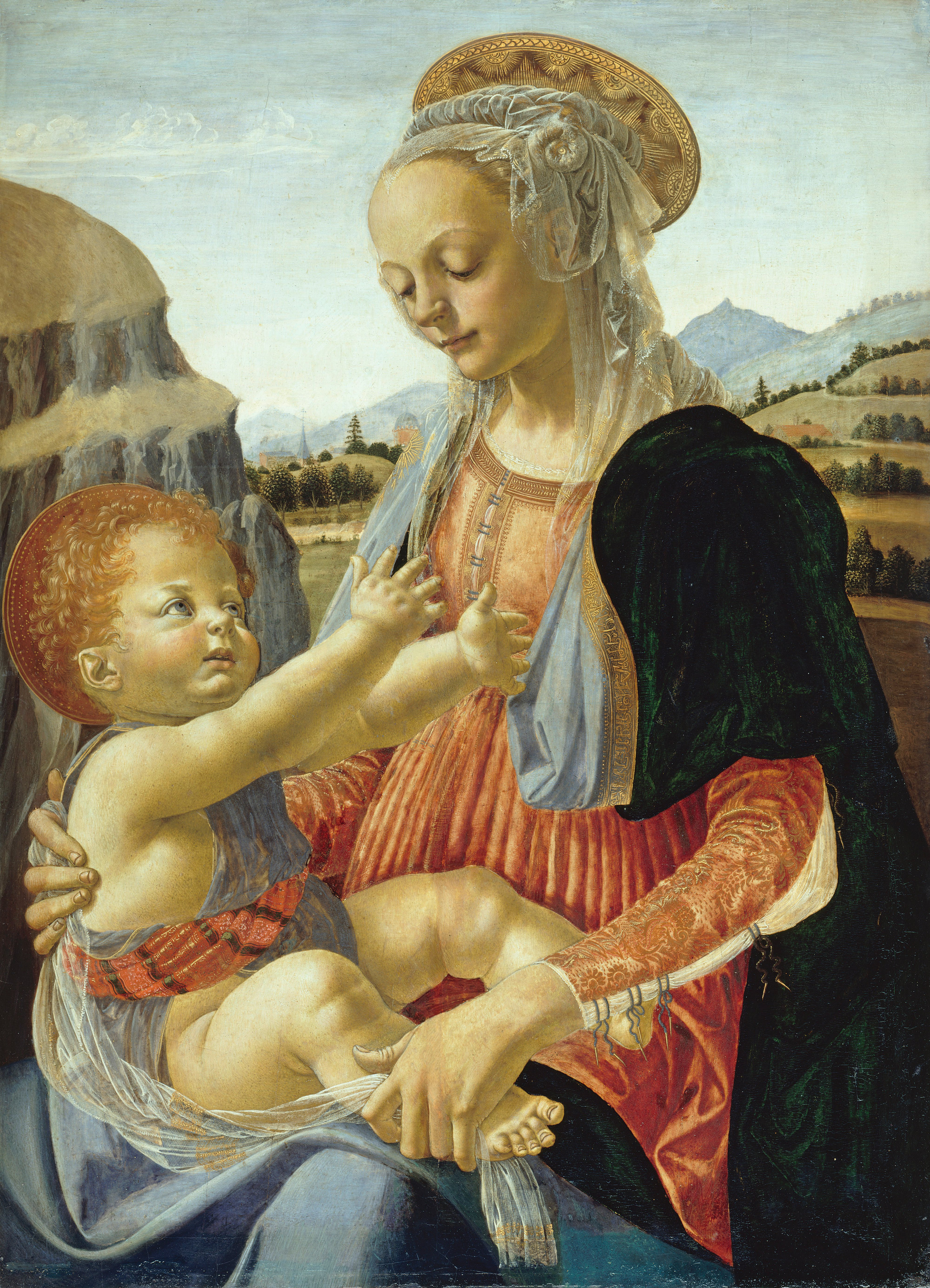
Andrea del Verrocchio, Madonna con Bambino, Berlino

La datazione è incerta, ma quest'opera è collocabile dopo la Madonna con Bambino  - giovanile tempera su tavola che si conserva a Berlino ed è stata dipinta fra il 1466 e il 1470 - e prima della Madonna con Bambino che è conservata al Metropolitan Museum di New York ed è databile poco dopo il 1470.

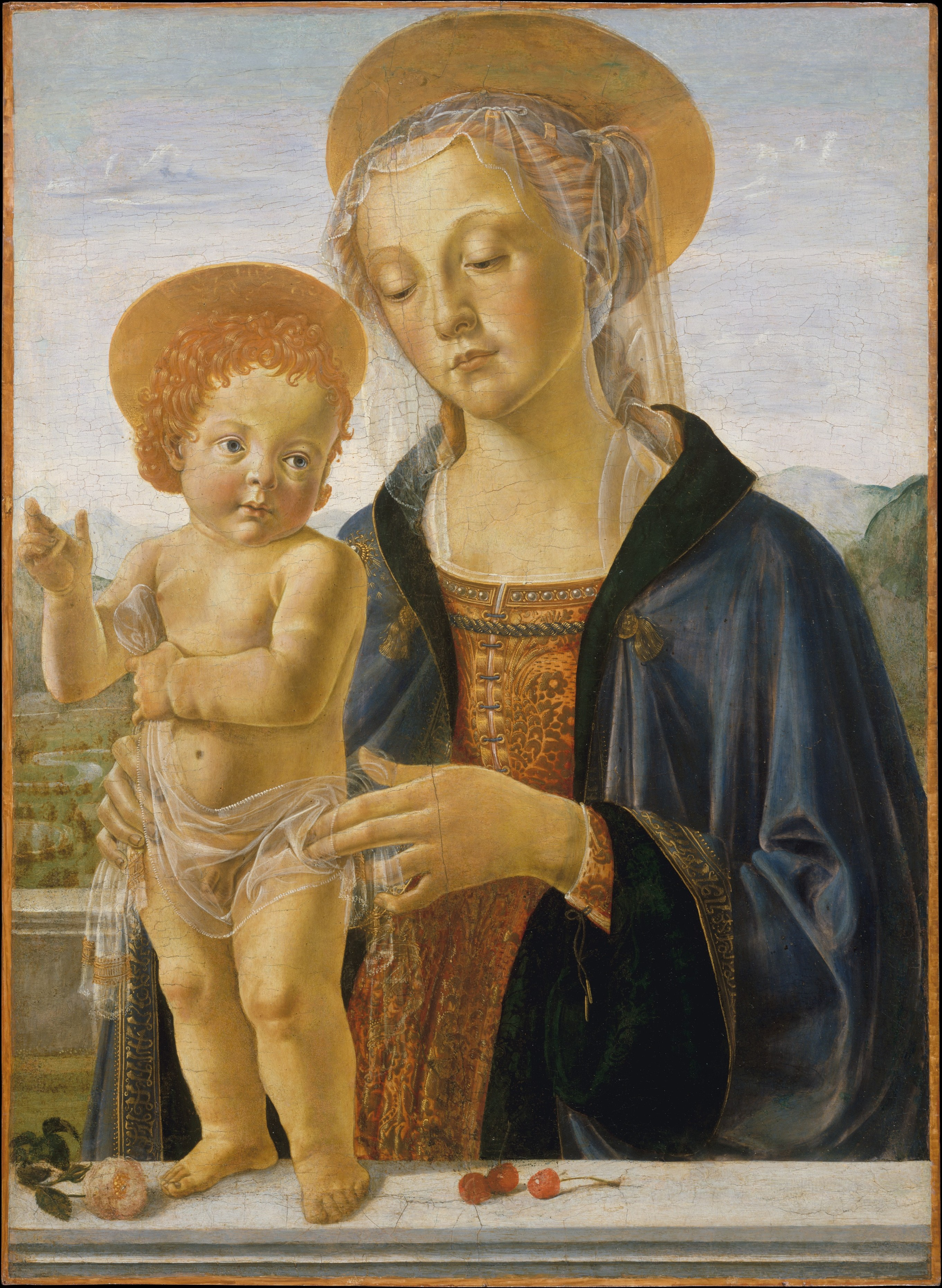
Andrea del Verrocchio, Madonna con Bambino- Metropolitan Museum

Artista versatile e completo, Andrea del Verrocchio, nei pochissimi disegni che sono a noi arrivati, dimostra, nel tratteggio e nel chiaroscuro, gli stretti legami con il suo allievo Leonardo da Vinci e anche la sua contiguità con il Perugino.
Questo disegno è stato presentato alle esposizioni della Royal Academy, nel 1930  e nel 1953.